# Napajedla
Napajedla (en allemand : Napajedl) est une ville du district de Zlín, dans la région de Zlín, en Tchéquie. Sa population s'élevait à 7 043 habitants en 2025.

## Géographie
Napajedla se situe dans l'est de la région historique de Moravie ; la « porte de Napajedla » marque la limite entre la Valaquie morave au nord et le Slovaquie morave au sud. La ville est arrosée par la rivière Morava et se trouve à 5 km au sud d'Otrokovice, à 13 km au sud-ouest de Zlín, à 66 km à l'est de Brno et à 244 km au sud-est de Prague.
Le territoire communal est limité par Žlutava et Otrokovice au nord, par Pohořelice et Komárov à l'est, par Topolná au sud et par Spytihněv et Halenkovice à l'ouest.

## Histoire
La première mention écrite de la localité faisant partie du margraviat de Moravie date de 1355.

## Patrimoine
- Église Saint-Barthélemy
- Château de Napajedla

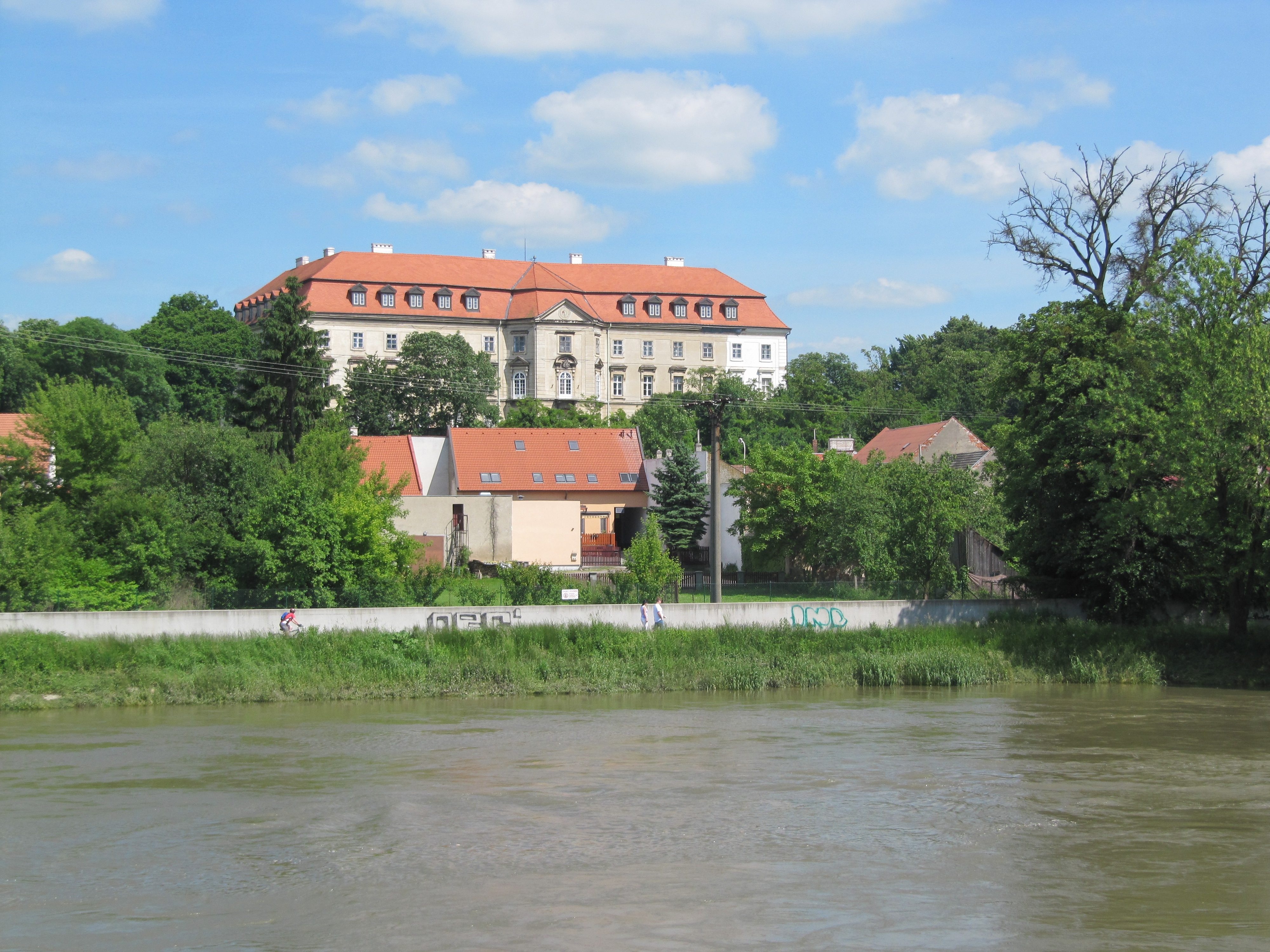
Morava et château de Napajedla.
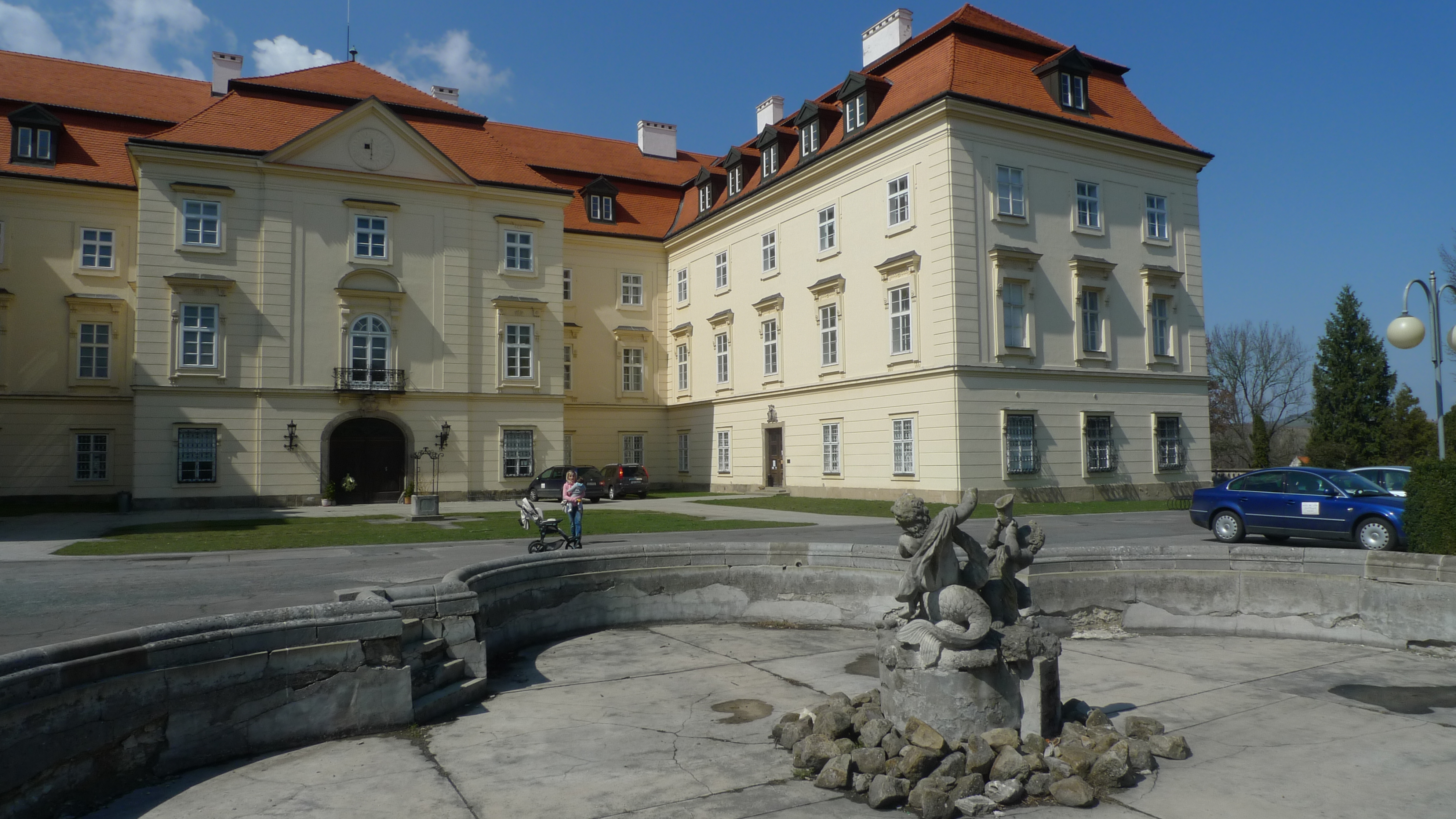
Façade du château de Napajedla.

## Transports
Par la route, Napajedla se trouve à 6 km d'Otrokovice, à 15 km de Zlín, à 83 km de Brno et à 298 km de Prague.
La ville est desservie par l'autoroute D55 (R55 jusqu'en 2014) Hulin – Otrokovice (14 km).

## Jumelages
- Kľak (Slovaquie)
- Ostrý Grúň (Slovaquie)
- Borský Mikuláš (Slovaquie)

## Personnalités
- Rudolf Firkušný (1912-1994), pianiste ;
- Josef Šnejdárek (1875-1945), militaire.